# Alliance française d'Edmonton
L'Alliance française d'Edmonton est une école de langue et institut culturel du réseau Alliance française situé à Edmonton, en Alberta au Canada.

## Histoire et fonctionnement
L'Alliance française d'Edmonton a été fondée en 1947 par Paulette Crévolin. À l'origine un simple regroupement d'amis francophones, l'organisation a  depuis été intégrée en 1975 sous le Societies Act de l'Alberta comme une association a but non-lucratif. Elle a pour but d'aider à la propagation de la langue française à Edmonton et dans la province, ainsi qu'à renforcer la présence de la communauté francophone locale.
L'association est dirigée par un conseil d'administration dont les membres sont élus pour deux ans et un directeur exécutif.
La direction de l'Alliance française d'Edmonton a été assurée par Anthony Bertrand de 2010 à 2020. C'est désormais Anne-Carole Dimier qui est à la tête de l'équipe, depuis 2020.

## Missions et activités
L'activité, et source de revenu, principale de l'Alliance est de proposer des cours de français aux adultes, enfants, agents fédéraux et entreprises de tous niveaux. Les cours sont assurés à partir de l'âge de 4 ans avec des classes le soir après l'école ou le week-end. Les enfants de 6 à 12 ans ont également la possibilité de participer à des camps immersifs durant l'été, pour leur donner l'opportunité de pratiquer leur français tout en s'amusant. Du côté des adultes, le catalogue propose des cours de français classiques ainsi que des cours spécialisés sur la grammaire, la conversation, la phonétique...
L'Alliance française d'Edmonton est aussi un centre d'examen qui permet au public de passer le DELF, le TEF et le TCF. Ces examens servent à certifier le niveau de français pour des raisons académiques, professionnelles ou pour des processus d'immigration vers le Canada, le Québec ou la France.
En tant que centre culturel francophone, l'organisme propose également des événements sociaux-culturels tels que des rencontres mensuelles, des soirées films, des festivals (Festival du Film Francophone, Make Music Edmonton,,, Edmonton French Comic Book Festival), des concerts, conférences et autres activités. L'association met à disposition de ses membres et élèves une médiathèque francophone comprenant des livres, bandes-dessinées et DVD.